# امبلی-سو-مئوس
امبلی-سو-مئوس (به فرانسوی: Ambly-sur-Meuse) یک کامین در فرانسه است که در Canton of Verdun-Est واقع شده‌است.

## خصوصیات
امبلی-سو-مئوس ۶٫۳۴ کیلومترمربع مساحت و ۲۵۲ نفر جمعیت دارد و ۲۱۲ متر بالاتر از سطح دریا واقع شده‌است.